# Episodi di Hell on Wheels (prima stagione)
La prima stagione della serie televisiva Hell on Wheels, composta da 10 episodi, è stata trasmessa in prima visione negli Stati Uniti da AMC dal 6 novembre 2011 al 15 gennaio 2012.
In Italia la prima stagione è stata trasmessa in prima visione da Rai Movie dal 2 giugno al 14 luglio 2014.
| nº | Titolo originale             | Titolo italiano          | Prima TV USA     | Prima TV Italia |
| -- | ---------------------------- | ------------------------ | ---------------- | --------------- |
| 1  | Pilot                        | Le rotaie dell'inferno   | 6 novembre 2011  | 2 giugno 2014   |
| 2  | Immoral Mathematics          | Matematica immorale      | 13 novembre 2011 | 2 giugno 2014   |
| 3  | A New Birth of Freedom       | Una nuova libertà        | 20 novembre 2011 | 9 giugno 2014   |
| 4  | Jamais Je Ne T'oublierai     | Jamais je ne t'oublierai | 27 novembre 2011 | 9 giugno 2014   |
| 5  | Bread and Circuses           | Panem et circenses       | 4 dicembre 2011  | 16 giugno 2014  |
| 6  | Pride, Pomp and Circumstance | Orgoglio e ostentazione  | 11 dicembre 2011 | 16 giugno 2014  |
| 7  | Revelations                  | Rivelazioni              | 18 dicembre 2011 | 23 giugno 2014  |
| 8  | Derailed                     | Deragliamento            | 1º gennaio 2012  | 30 giugno 2014  |
| 9  | Timshel                      | Fra il bene e il male    | 8 gennaio 2012   | 7 luglio 2014   |
| 10 | God of Chaos                 | Il dio del caos          | 15 gennaio 2012  | 14 luglio 2014  |

## Le rotaie dell'inferno
- Titolo originale: Pilot
- Diretto da: David Von Ancken
- Scritto da: Tony Gayton, Joe Gayton

### Trama
Nel 1865, l'ex soldato delle Forze Armate degli Stati Confederati Cullen Bohannon arriva dove è in atto la costruzione diretta ad ovest della prima ferrovia transcontinentale, la ferrovia Union Pacific, per cercare lavoro e vendetta nei confronti dei soldati dell'Unione, che hanno ucciso sua moglie. Thomas "Doc" Durant comincia la sua "folle, ma nobile ricerca" di espandere la ferrovia verso ovest. Lily Bell accompagna il suo marito malato Robert affinché quest'ultimo calcoli l'agrimensura del paesaggio dell'Union Pacific Il loro campo viene attaccato dai guerrieri Cheyennes che uccidono tutti tranne Lily, che si rifugia nella giungla con le piantine essenziali al successo di Durant. Il reverendo Nathaniel Cole battezza Joseph Black Moon, un Cheyenne, nel fiume Missouri. I due più tardi arrivano a Hell on Wheels (Inferno sulle rotaie), il nome dell'accampamento che segue la costruzione della ferrovia.
- Ascolti USA: telespettatori 4.360.000[2]
- Ascolti Italia: telespettatori 327.000 – share 1,31%[3]

## Matematica immorale
- Titolo originale: Immoral Mathematics
- Diretto da: David Von Ancken
- Scritto da: Tony Gayton, Joe Gayton

### Trama
Bohannon si trova alle strette con lo "Svedese" che lo ritiene colpevole dell'uccisione del caposquadra.
- Ascolti USA: telespettatori 3.840.000[4]

## Una nuova libertà
- Titolo originale: A New Birth of Freedom
- Diretto da: Phil Abraham
- Scritto da: John Shiban

### Trama
Una volta assicuratosi il posto di caposquadra, Bohannon scopre che l'ultimo degli uomini responsabili della morte della moglie è ancora vivo, ed anzi è fuggito. Nell'inseguirlo si imbatte in Joseph "Luna Nera" ed in Lily Bell sfuggita ai Cheyenne.
- Ascolti USA: telespettatori 3.520.000[5]
- Ascolti Italia: share 1,23%

## Jamais je ne t'oublierai
- Titolo originale: Jamais Je Ne T'oublierai
- Diretto da: Alex Zakrzewski
- Scritto da: Jami O'Brien

### Trama
Accompagnata Lily Bell ad Hell on Wells, Cullen riprende la caccia al sergente.
- Ascolti USA: telespettatori 3.280.000[6]
- Ascolti Italia: share 1,32%

## Panem et circenses
- Titolo originale: Bread and Circuses
- Diretto da: Adam Davidson
- Scritto da: Mark Richard

### Trama
Durant organizza un incontro di pugilato tra Bohannon ed Elam Ferguson.
- Ascolti USA: telespettatori 2.700.000[7]
- Ascolti Italia: share 0,80%

## Orgoglio e ostentazione
- Titolo originale: Pride, Pomp and Circumstance
- Diretto da: Michael Slovis
- Scritto da: Bruce Marshall Romans

### Trama
Nonostante gli sforzi del reverendo Cole di riportare la pace tra i Cheyenne e il governo, rappresentato dal senatore Crane, non si raggiunge un accordo.
- Ascolti USA: telespettatori 2.150.000[8]
- Ascolti Italia: share 1,11%